# Jobat
Jobat é uma cidade e uma nagar panchayat no distrito de Jhabua, no estado indiano de Madhya Pradesh.

## Geografia
Jobat está localizada a 22° 25′ N, 74° 34′ L. Tem uma altitude média de 292 metros (958 pés).

## Demografia
Segundo o censo de 2001, Jobat tinha uma população de 9991 habitantes. Os indivíduos do sexo masculino constituem 52% da população e os do sexo feminino 48%. Jobat tem uma taxa de literacia de 72%, superior à média nacional de 59,5%: a literacia no sexo masculino é de 79% e no sexo feminino é de 64%. Em Jobat, 16% da população está abaixo dos 6 anos de idade.